# Académie de l'Armée impériale japonaise

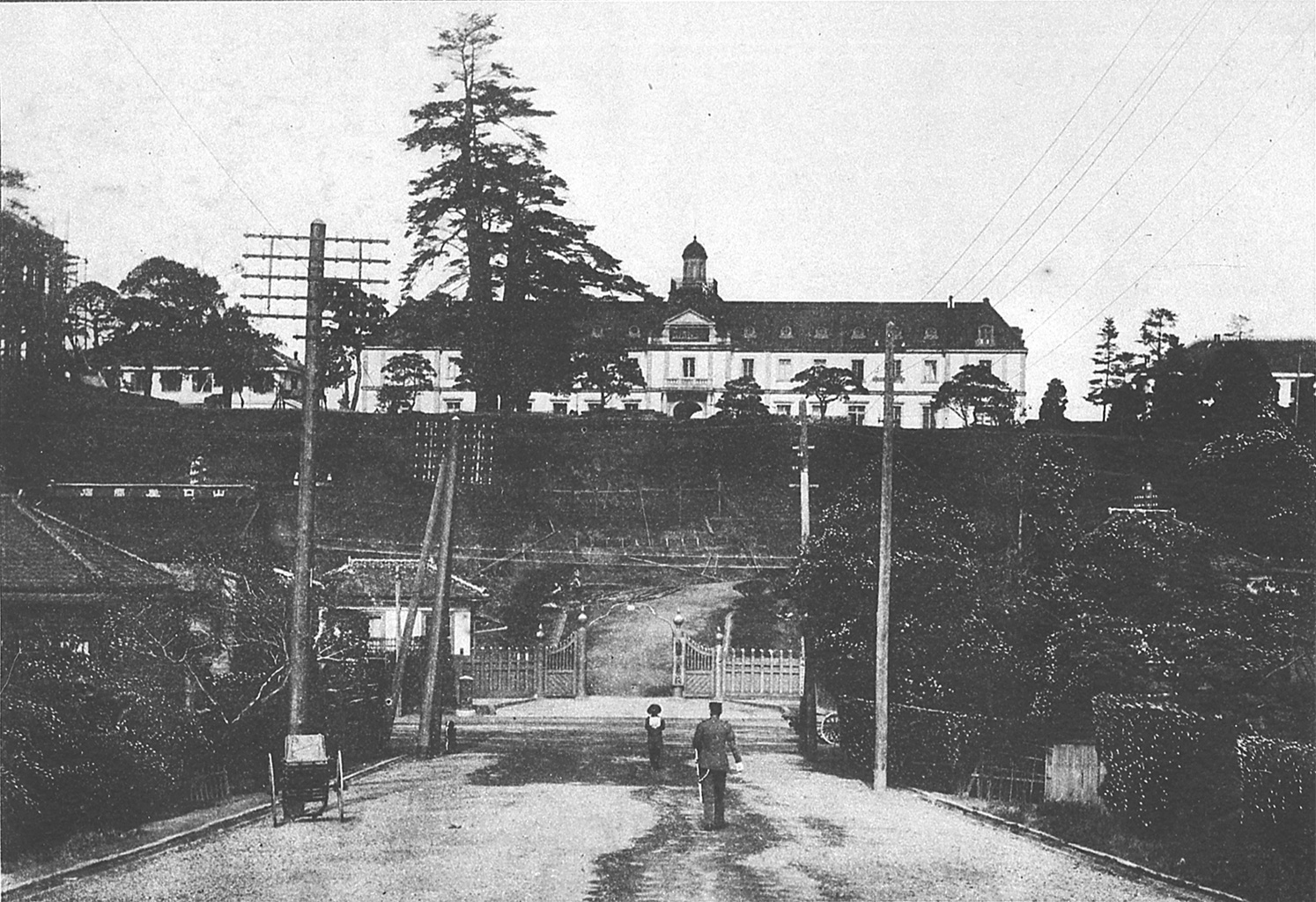
Académie de l'Armée impériale japonaise, Tokyo 1907

L'Académie de l'Armée impériale japonaise (陸軍士官学校, Rikugun Shikan Gakkō) était le principal centre de formation de l'armée impériale japonaise. Le programme consistait en cours juniors pour les diplômés des écoles de cadets locales et pour ceux qui avaient passé au moins quatre ans à l'école secondaire et en cours seniors pour les candidats officiers.

## Histoire et contexte

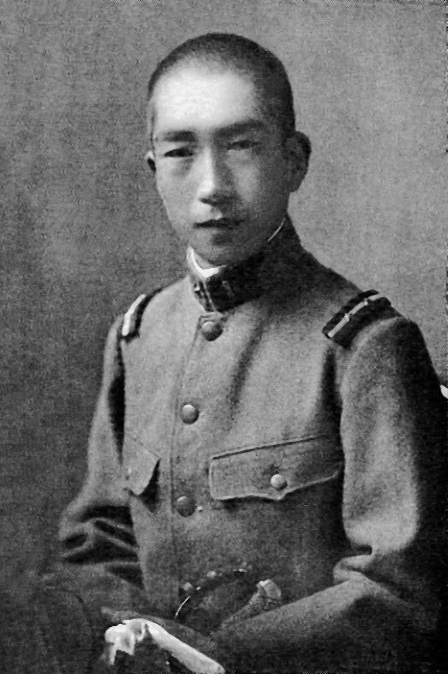
Le prince Takeda Tsuneyoshi, alors sergent de cavalerie de l'armée et cadet de la 42e classe à la fin des années 1920.

Fondée sous le nom de Heigakkō en 1868 à Kyoto, l'école de formation des officiers fut renommée en Académie de l'Armée impériale japonaise en 1874 et fut déplacée à Ichigaya, Tokyo. Après 1898, l'académie fut placée sous l'autorité de l'administration éducative de l'armée.
En 1937, l'académie fut divisée en deux, les cours seniors furent d'un côté déplacés à Sagamihara dans la préfecture de Kanagawa et les cours juniors furent de l'autre déplacés à Asaka dans la préfecture de Saitama. La 50e cérémonie de diplôme, à laquelle assista l'empereur du japon Hirohito, se tint dans les nouveaux bâtiments de Sagamihara le 20 décembre 1937. En 1938, une école annexe fut ouverte pour former les futurs aviateurs.
En juin 1945, à cause des bombardements alliés, l'académie envoya tous ses officiers et ses 3 000 étudiants bivouaquer dans la préfecture de Nagano pour une durée indéterminée, quittant l'établissement la nuit sous la lumière des gardiens.
En septembre 1945, après la défaite japonaise, un bataillon de la 1re division de cavalerie de l'armée américaine prit le contrôle de l'académie. Fin 1945, l'établissement fut dissous en même temps que l'armée impériale japonaise et les bâtiments de Sagamihara font maintenant partie de la base américaine de camp Zama.
Actuellement, l'institution équivalente pour les forces d'autodéfense japonaises est l'académie nationale de défense du Japon.

## Cursus
De 1937 à 1945, environ 18 476 cadets furent formés à l'Académie de l'Armée impériale japonaise.
Les candidats étaient sélectionnés selon leurs résultats dans l'une des écoles militaires préparatoires (Rikugun Yonen Gakkō) où ils avaient passé trois ans, à Tokyo, Osaka, Nagoya, Hiroshima, Sendai ou Kumamoto. Les Rikugun Yonen Gakkō étaient des écoles où étudiaient principalement les enfants des officiers ou des militaires de rang tombés au combat. Plusieurs candidats de moins de vingt-ans étaient listés en service actif, d'autres âgés de 16  à   18 ans devaient passer un examen.
Le programme comprenait des cours d'éducation générale niveau collège, l'apprentissage d'arts martiaux et de l'équitation. Après deux ans de cours juniors à Asaka, les cadets étaient assignés pendant huit mois dans un régiment d'infanterie pour se familiariser avec les armes et les fonctions de commandement d'un peloton avant de reprendre les études pendant encore un an et huit mois de cours seniors à Sagamihara. Après l'obtention du diplôme, les cadets devenaient apprentis officiers avec le grade de sergent-major (mais ils n'étaient pas traités comme des officiers) et après huit mois de probation dans leurs régiments assignés, ils étaient officiellement élevés au rang de sous-lieutenant.
Durant la Seconde Guerre mondiale, l'académie accueillit beaucoup d'élèves de l'université impériale de Tokyo. Beaucoup d'étudiants chinois furent aussi acceptés et ces cadets eurent des rangs importants dans l'armée de la république de Chine.